# Fontana dei Leoni

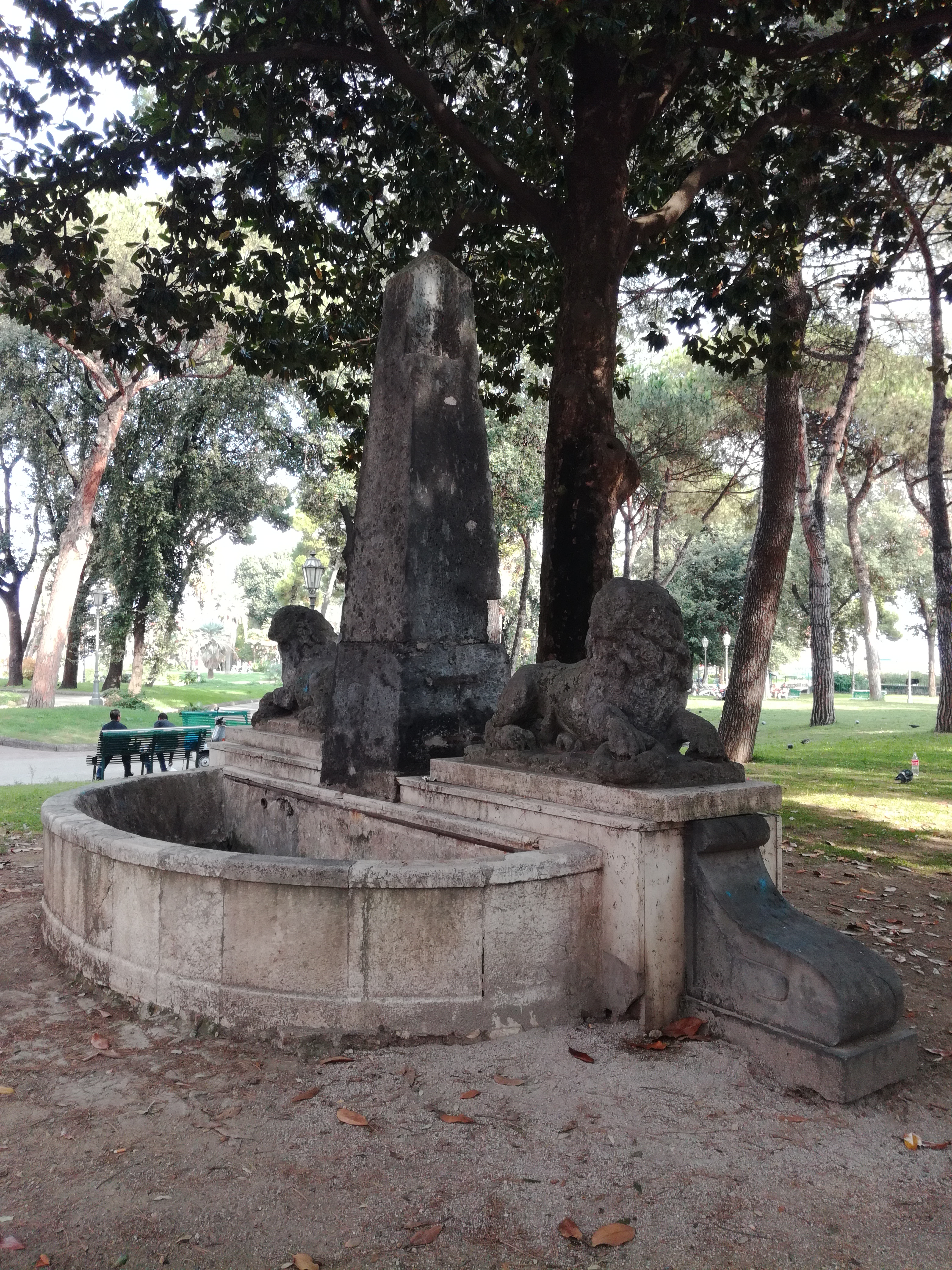
La fontana (in cattivo stato di conservazione)

La  fontana dei Leoni è una delle fontane storiche di Napoli; è sita nei Giardini del Molosiglio, nel centro storico della città, non molto distante dalla nota piazza del Plebiscito.

## Storia e descrizione
La fontana in oggetto venne costruita nel 1788 da Francesco Sicuro. Fu sistemata dapprima in piazza del Mercato, dove rimase fino alla fine del XIX secolo; la sua collocazione fa intendere che questa fu una terza fontana (oltre alle due cosiddette fontane-obelischi) che il Sicuro progettò per la risistemazione della piazza dopo l'incendio del 1781.
Fu poi trasportata nella zona di Poggioreale e infine, verso il 1930, nel luogo attuale, in occasione della sistemazione dei giardini, realizzati negli anni venti nell'ambito dell'apertura della via litoranea (via Acton) e della galleria Vittoria.
Il motivo della struttura è uguale a quello delle altre poste in piazza del mercato, ergo leoni e piramidi.
La vasca ha una forma semiellittica, caratterizzata dalle sculture dei grandi felini poste ai lati; il tutto, è sovrastato da un obelisco piramidale. Oggi, la struttura, come del resto anche le altre due fontane poste nei medesimi giardini (la Fontana delle Conchiglie e la monumentale fontana dei Papiri), è in pessimo stato conservativo: le facce dei leoni sono state sfregiate.